# Tiếng Ả Rập chuẩn
Tiếng Ả Rập chuẩn (tiếng Ả Rập: اللغة العربية الفصحى, đã Latinh hoá: al-luġatu l-ʿarabīyatu l-fuṣḥā) là hệ thống ngôn ngữ chuẩn của tiếng Ả Rập được sử dụng chủ yếu như một ngôn ngữ viết, ngôn ngữ văn học (ví dụ. Các tác phẩm của người đoạt giải Nobel Mahfouz) và ngôn ngữ trong giao tiếp kinh doanh, cũng như ngôn ngữ của tất cả các phương tiện truyền thông Ả Rập (ví dụ. BBC tiếng Ả Rập và Qatar. Đài truyền hình "Al Jazeera" và Wikipedia tiếng Ả Rập).
Tiếng Ả Rập chuẩn với các tần số khác nhau về khối lượng khác nhau được sử dụng bởi 208 triệu người ở tất cả các quốc gia nói tiếng Ả Rập.
Hầu hết các học giả hiện đại phân biệt hai giống phổ biến của al-fuskha: cổ điển hiện đại tiêu chuẩn tiếng Ả Rập (Kalyan) (tiếng Ả Rập: اللغة العربية التراثية, فصحى التراث, đã Latinh hoá: fuṣḥā at-turāth) ngôn ngữ của Kinh Koran và đầu văn học Hồi giáo (VII-IX thế kỷ) và ngôn ngữ văn học hiện đại Ả Rập (tiếng Ả Rập: فصحى العصر, đã Latinh hoá: Fusha al-'aṣr)-tiêu chuẩn sử dụng ngày hôm nay.

## Tiếng Ả Rập chuẩn
Tiếng Ả Rập hiện đại tiêu chuẩn (Alya) phân bố ở tất cả các nước nói tiếng Ả Rập, nó là loại này của tiếng Ả Rập được sử dụng trong Liên Hợp Quốc như một trong sáu ngôn ngữ chính thức và được công nhận là một trong 7 ngôn ngữ quốc tế. Hầu hết các ấn phẩm in bằng tiếng Ả Rập, sách, tài liệu và hầu như tất cả các tài liệu giáo dục đều được viết bằng ALA.
Trong một thời gian dài, việc sở hữu tốt tiêu chuẩn văn học có uy tín của người Ả Rập là một sự hiếm có tương đối. Những ngày này, với khả năng tiếp cận giáo dục (hướng dẫn là chỉ Alya) và sự phát triển của quan hệ liên Arab (bao gồm cả chủ nghĩa liên Ả Rập), al-fuskha trở thành ngôn ngữ thực sự phổ biến thống nhất tất cả các dân tộc nói tiếng Ả Rập và góp phần vào việc bảo tồn và phát triển của nền văn hóa pan-Arab. Tự tin làm chủ các tiêu chuẩn văn học và phát âm "rõ ràng" (fusha) thường chỉ ra một trạng thái xã hội cao và mức độ văn hóa của người nói.
Mặc dù tất cả 22 quốc gia nói tiếng Ả Rập tuyên bố al-Fusha là ngôn ngữ nhà nước của họ, trên thực tế, ngôn ngữ đầu tiên của hầu hết người Ả Rập là các biến thể địa phương của ngôn ngữ Ả Rập nói (tiếng Ả Rập: العامية al-`āmmiyya hoặc الدارجة, đã Latinh hoá: ad-dārija). Những giống này có thể khá khác nhau giữa chúng và khó hoặc không thể cho người vận chuyển các phương ngữ khác hiểu được. Thông thường, ngôn ngữ nói không được sao chép bằng văn bản. Tuy nhiên, có một tầng lớp văn học hoàn toàn sử dụng ngôn ngữ nói (đặc biệt là thơ ca và kịch nghệ).
Tình hình với việc sử dụng tiếng Ả Rập trong thế giới hiện đại là một minh chứng tốt về song ngữ - sự cùng tồn tại của hai biến thể của cùng một ngôn ngữ, tách biệt về mặt xã hội, chức năng và tình hình. Những người nói tiếng Ả Rập được giáo dục, như một quy luật, có thể dễ dàng giao tiếp trong AL với đại diện của các quốc gia Ả Rập khác. Tình trạng này tạo điều kiện cho khả năng chuyển đổi nhanh chóng từ phiên bản này sang phiên bản khác, đôi khi thậm chí trong cùng một câu, trong trường hợp không (trước) sự hiểu biết giữa những người nói các biến thể khác nhau của tiếng Ả Rập (ví dụ giữa Tunisia và Syria).
Cần lưu ý rằng trong cuộc sống thực khó, và thường không thể, để vẽ ranh giới rõ ràng giữa AL và phương ngữ, vì cả hai dạng ngôn ngữ cùng tồn tại đồng thời, song song và thường giao nhau và kết hợp với nhau theo tỷ lệ và khối lượng khác nhau tùy thuộc vào bối cảnh giao tiếp và xã hội. Tiếng Ả Rập hiện đại tiêu chuẩn là ngôn ngữ liên tục trong đó các hình thức hỗn hợp chiếm ưu thế.
Với sự ra đời của Internet, sự hiện đại hóa và phát triển của các hệ thống viễn thông, sự khác biệt giữa phương ngữ AL và tiếng Ả Rập chậm nhưng chắc chắn giảm dần về lợi ích của phiên bản văn học.
Ngôn ngữ văn học Ả Rập cổ điển (KALYA) vẫn còn ở nhiều khía cạnh cho ALYA, tuy nhiên, mặc dù kết nối chặt chẽ, hai lựa chọn này không giống nhau, vì ngôn ngữ văn học hiện đại tiếp tục phát triển và được bổ sung, đặc biệt là từ vựng. Cũng có những khác biệt trong cú pháp (thứ tự từ trong ALA hiện đại thường là "chủ đề-vị ngữ-bổ sung trực tiếp", trong khi ở định dạng KALYa là "vị ngữ-chủ đề-bổ sung trực tiếp"), vv và ALA, là hai thanh ghi của cùng một ngôn ngữ.

## Sự khác biệt theo vùng
Mặc dù tính linh hoạt không thể phủ nhận của nó, dưới ảnh hưởng của phương ngữ địa phương, văn học tiếng Ả Rập thường được mua một số khác biệt trong khu vực trong cách phát âm một số âm vị (ví dụ. Việc thực hiện các âm vị Jim cổ điển ج (/dʒ/) là [ɡ] ở Ai Cập, và làm thế nào [ʒ] ở Liban) và ngữ pháp (ví dụ, trộn các tiêu chuẩn và hình thức chuẩn và địa phương theo cú pháp và hình thái). Sự nhầm lẫn này được tìm thấy ngay cả bằng văn bản (ví dụ, trên báo chí). Vì vậy, trái với niềm tin rộng rãi của một số người Ả Rập (ví dụ, ở Ai Cập), văn học Ả Rập hoàn toàn và hoàn toàn miễn phí từ những đặc thù địa phương.thông tục không tìm thấy ở bất cứ đâu.

## Tiếng Ả Rập tiêu chuẩn nói
Ngôn ngữ văn học tiếng Ả Rập trong phiên bản quy phạm thực tế không được sử dụng trong bài phát biểu trong cuộc sống hàng ngày hoặc gia đình, giữa bạn bè hoặc trong các tình huống không chính thức; Khu vực này hầu như được chỉ định cho phương ngữ địa phương.
Tình hình là khác nhau với giao tiếp bằng miệng của người Ả Rập giáo dục trong một khung cảnh chính thức hoặc với người Ả Rập từ các nước khác. Vì ALA vẫn chủ yếu bằng ngôn ngữ viết, tiếng Ả Rập tiêu chuẩn nói (một trong những tên tiếng Ả Rập: عامية المثقفين, đã Latinh hoá: ʻāmmiyat al-'muthaqqafīn có nghĩa là "được giáo dục") có thể được coi là biến thể của nó trong lời nói. Tự nó, thuật ngữ vẫn chưa được giải quyết bằng tiếng Ả Rập. Sự đa dạng này là một phiên bản đơn giản hóa của ALS với một số yếu tố của phương ngữ địa phương. Nói tiếng Ả Rập tiêu chuẩn là phổ biến hơn ở các nước của Vịnh Ba Tư và Levant (các phương ngữ của Levant mình rất gần với Alya), nhưng đôi khi các bài phát biểu của người Ai Cập giáo dục và cư dân của Maghreb được gọi là như vậy.
Câu hỏi tùy chọn nào (ALA hoặc phương ngữ) là thích hợp hơn cho việc học tập của người nước ngoài không có câu trả lời rõ ràng. Tùy thuộc vào nhu cầu cụ thể và ứng dụng học tập từng giải quyết vấn đề này một cách riêng biệt. Ở Nga, việc dạy tiếng Ả Rập về cơ bản bắt đầu bằng một ngôn ngữ văn học. Ở một số nước phương Tây là kế hoạch đào tạo phổ biến hơn được phát triển trên cơ sở của một phương ngữ cá nhân (thời gian gần đây phổ biến trong giới sinh viên lớn nhất ngữ nói nhất tiếng Ả Rập Ai Cập (tiếng Ả Rập: مصري, đã Latinh hoá: Masri), tiếng địa phương trong những trung tâm văn hóa của Levant (Beirut và Damascus) (tiếng Ả Rập: شامي Shami) và tiếng địa phương phát triển kinh tế vùng Vịnh (tiếng Ả Rập: اللهجة الخليجية, đã Latinh hoá: al-al-lahja Khalijiya). Tuy nhiên, kiến thức về ALA giúp nghiên cứu phương ngữ hơn là ngược lại.

## Các câu phổ biến
| Dịch sang tiếng Việt | Tiếng Ả Rập | IPA                                                       | Chuyển tự (ALA-LC) |
| -------------------- | ----------- | --------------------------------------------------------- | ------------------ |
| Ả Rập                | العربية     | /alʕaraˈbijːa(h)/                                         | al-‘arabiyyah      |
| Xin chào/chào mừng   | مرحبًا       | /ˈmarħaban/                                               | marḥaban           |
| Hòa bình             | سلام        | /saˈlaːm/                                                 | salām              |
| Bạn có khỏe không?   | كيف حالك؟   | /kajfa ħaːluk/                                            | kayfa ḥāluk        |
| Gặp bạn              | إلى اللقاء  | /ʔilalliˈqaʔ/                                             | ilā lliqā’         |
| Tạm biệt             | مع السلامة  | /maʕa ssaˈlaːma/                                          | ma‘a as-salāmah    |
| Làm ơn               | من فضلك     | /min ˈfadˁlak/（对方是男性） /min ˈfadˁlik/（对方是女性） | min faḍlik         |
| Cảm ơn               | شكرًا        | /ˈʃukran/                                                 | shukran            |
| Cái đó               | ذٰلك         | /ˈðaːlika/                                                | dhālika            |
| Bao nhiêu?           | كم؟         | /kam/                                                     | kam?               |
| Tiếng Anh            | الإنكليزية  | /alʔinɡliˈziːja/                                          | al-inglīzīyah      |
| Tên của bạn là gì?   | ما اسمك؟    | /ˈmaː ʔismuk/                                             | mā ismuk           |
| Tôi không biết       | لا أعرف     | /laː ˈʔaʕrifu/                                            | lā a‘rif           |